# Abdelkrim Kissi
Abdelkrim Kissi (ur. 5 maja 1980 w Wadżdzie) – marokański piłkarz grający na pozycji defensywnego pomocnika.

## Kariera klubowa
Kissi jest wychowankiem klubu MC Oujda. W 1998 roku zadebiutował w jego barwach w pierwszej lidze marokańskiej i grał tam przez dwa lata. W 2000 roku przeszedł do MAS Fez i w latach 2000 i 2001 dochodził z nim do finału Pucharu Maroka. W połowie 2002 roku wyjechał do rosyjskiego Rubinu Kazań, z którym na koniec roku awansował z Pierwszej Dywizji do Premier Ligi. W 2003 roku jako rezerwowy zajął z tym klubem wysokie 3. miejsce, najwyższe w jego historii. W 2004 roku rozegrał tylko jeden mecz dla Rubinu, a latem przeszedł do bułgarskiego Liteksu Łowecz. W Liteksie spędził półtora sezonu i na początku 2006 roku został piłkarzem holenderskiego SC Heerenveen. Tam spędził rundę wiosenną sezonu 2005/2006 oraz jesienną sezonu 2006/2007. Następnie przez pół roku grał w Beroe Stara Zagora, a latem 2007 podpisał kontrakt z cypryjskim EN Paralimni, a w 2008 odszedł do Apollonu Limassol. W 2009 roku został zawodnikiem AEK Larnaka, a latem tamtego roku przeszedł do Ermis Aradippou. W 2010 roku został piłkarzem Ethnikosu Achna. W 2013 grał w Wydadzie Fez.
| Sezon   | Klub               | Kraj     | Rozgrywki        | Mecze | Bramki |
| ------- | ------------------ | -------- | ---------------- | ----- | ------ |
| 1998/99 | MC Oujda           | Maroko   | GNF 1            | ?     | ?      |
| 1999/00 | MC Oujda           | Maroko   | GNF 1            | ?     | ?      |
| 2000/01 | Maghreb Fez        | Maroko   | GNF 1            | ?     | ?      |
| 2001/02 | Maghreb Fez        | Maroko   | GNF 1            | ?     | ?      |
| 2002    | Rubin Kazań        | Rosja    | Pierwyj diwizion | 12    | 0      |
| 2003    | Rubin Kazań        | Rosja    | Priemjer-Liga    | 5     | 0      |
| 2004    | Rubin Kazań        | Rosja    | Priemjer-Liga    | 1     | 0      |
| 2004/05 | Liteks Łowecz      | Bułgaria | Grupa A          | 10    | 1      |
| 2005/06 | Liteks Łowecz      | Bułgaria | Grupa A          | 1     | 0      |
| 2005/06 | SC Heerenveen      | Holandia | Eredivisie       | 15    | 0      |
| 2006/07 | SC Heerenveen      | Holandia | Eredivisie       | 5     | 0      |
| 2006/07 | Beroe Stara Zagora | Bułgaria | Grupa A          | 8     | 1      |
| 2007/08 | EN Paralimni       | Cypr     | Division A       | 23    | 2      |
| 2008/09 | Apollon Limassol   | Cypr     | Division A       | 9     | 0      |
| 2008/09 | AEK Larnaka        | Cypr     | Division A       | 10    | 0      |
| 2009/10 | Ermis Aradippou    | Cypr     | Division B       | 14    | 0      |
| 2010/11 | Ethnikos Achna     | Cypr     | Division A       | 21    | 1      |
| 2011/12 | Ethnikos Achna     | Cypr     | Division A       | 19    | 0      |
| 2012/13 | Ethnikos Achna     | Cypr     | Division A       | 11    | 0      |
| 2012/13 | Wydad Fez          | Maroko   | GNF 1            | ?     | ?      |

## Kariera reprezentacyjna
W reprezentacji Maroka Kissi zadebiutował w 2001 roku. W 2004 roku był członkiem kadry na Puchar Narodów Afryki 2004, z którego przywiózł srebrny medal za wicemistrzostwo Afryki. W 2008 roku Henri Michel powołał go na Puchar Narodów Afryki 2008.